# Křída
Křída je vývojová etapa Země, je nejmladším a zároveň nejdelším útvarem (periodou) druhohor a jednou z hlavních částí geologického času, pokračuje od konce jurského období až do začátku paleocénu. Trvá tedy přibližně od 145 do 66 milionů let před současností, celkem tedy bezmála 80 milionů let. Konec křídy je předělem mezi érou mezozoika a kenozoika. Jako samostatný útvar byla křída vyčleněna roku 1833 Belgičanem Omaliusem d'Halloyem.
Stejně jako ostatní starší geologická období je i křída identifikovatelná zkamenělinami, ale přesné určení času na jejím začátku není možné, chyba se pohybuje v milionech let. Juru od křídy nedělí žádné hromadné vymírání ani výrazný rozvoj druhů. Zato konec této periody je definován velmi jasně vrstvou neobvykle bohatou na iridium, které se na Zemi dostává s meteority. Ta se rozprostírá po celém světě a svědčí o globálních následcích události spojované s dopadem asteroidu Chicxulub na Yucatánském poloostrově, jenž způsobil hromadné vymírání na konci křídy. Tato vrstva se vytvořila asi před 66,0 miliony let. Chicxulubský kráter byl vytvořen kolizí s tímto asteroidem, jehož průměr podle odhadů činil 10–15 km (kráter má průměr asi 180 km).
Neustále se také objevuje údaj, že konec křídy (a vyhynutí neptačích dinosaurů) nastaly v době před 65 miliony let (viz také scifi thriller 65), již od roku 2013 je ale díky radiometrickému měření prokázáno, že to bylo o milion let dříve, tedy před 66 miliony let.
Křída byla pojmenována kvůli vytvoření velkých ložisek křídy, vzniklých ukládáním schránek mořských bezobratlých. Hlavní naleziště v Evropě jsou v Británii a v přilehlé vnitrozemní Evropě.

## Dělení křídy
Křída se většinou dělí na spodní a svrchní (předěl je datován na 100,5 Ma). Detailnější rozdělení na stupně je uvedeno v následující tabulce. Časové rozpětí je uvedeno v milionech let.
| Epochy  | Stupně     | Časové rozpětí | Evropa |
| ------- | ---------- | -------------- | ------ |
| svrchní | maastricht | 72,1–66,0      | senon  |
| svrchní | kampán     | 83,6–72,1      | senon  |
| svrchní | santon     | 86,3–83,6      | senon  |
| svrchní | coniak     | 89,8–86,3      | senon  |
| svrchní | turon      | 93,9–89,8      | gallic |
| svrchní | cenoman    | 100,5–93,9     | gallic |
| spodní  | alb        | 113–100,5      | gallic |
| spodní  | apt        | 125–113        | gallic |
| spodní  | barem      | 129,4–125      | gallic |
| spodní  | hoteriv    | 132,9–129,4    | neokom |
| spodní  | valangin   | 139,8–132,9    | neokom |
| spodní  | berias     | 145,0–139,8    | neokom |

## Paleogeografie
Během křídy dokončil svůj rozpad superkontinent Pangea do kontinentů jak je známe dnes, i když jejich rozestavení bylo tehdy jiné. Atlantský oceán se od té doby značně rozšířil a Jižní Amerika se odsunula víc na západ. Gondwana se rozdělila na Antarktidu a Austrálie se odloupla od Afriky (zatímco Indie a Madagaskar zůstaly připojeny). Vznik Atlantského a Indického oceánu podél středooceánských hřbetů měl za následek vyzdvižení mořského dna, doprovázeného mořskou transgresí (cenomanská patří k největším v geologické historii Země). Na sever od Afriky se dále zužoval oceán Tethys. Grónsko se definitivně oddělilo od severoamerického kontinentu i od Evropy. V alpské oblasti sedimentovaly mocné flyšové vrstvy, teplé klima této oblasti dokládají nálezy amonitů, rudistů a korálových útesů, docházelo k uzavírání trogů s ofiolity. V oblasti Mexického zálivu na území dnešního Texasu a Mexika jsou na křídové vrstvy vázána významná ložiska ropy. V jižní části asijského kontinentu sedimentovaly červené klastické sedimenty, zatímco na severní části vznikaly rozsáhlé uhelné pánve. V oblasti Japonska se rozkládala geosynklinální oblast, ve které se uložily až 5000 metrů mocné křídové vrstvy.
V průběhu pozdní křídy (doba před 84 miliony let) došlo také k posunu pólů vzhledem k výchylce v rotační ose Země.

## Podnebí
V průběhu křídy převládalo humidní (vlhké) klima, doložené četnými slojemi uhlí a chybějícími ložisky evaporitů, oba póly byly dle původních předpokladů bez ledových čepiček (průměrná teplota byla ve většině ekosystémů velmi vysoká). Novější výzkumy ale ukazují, že část povrchu současné Antarktidy mohla být i v průběhu jury a spodní křídy zaledněná. Celkově bylo křídové klima velmi teplé, jak ukazuje výzkum například i z vysokých zeměpisných šířek na území dnešní Kanady.
Velmi vysoké průměrné roční teploty byly doloženy i výzkumem sedimentů z oblasti Montany a Utahu, kde v době před 75 miliony let (geologický stupeň kampán) dosahovaly nejvyšší průměrné teploty až 35 °C. Křídové termální maximum umožnilo posouvání do vyšších zeměpisných šířek i u mnoha chladomilných druhů živočichů a rostlin. Místy se však vyskytoval i permafrost (dlouhodobě promrzlá půda), a to například v době před 132 miliony let v některých oblastech současné Číny.
Výrazný předěl podnebních podmínek v Severní Americe je možné v období křídy vysledovat přibližně u 50. rovnoběžky. Dokonce i v oblasti Jižního pólu byly v průběhu křídy podmínky prakticky tropické a rostly zde bujné lesy.
V období pozdní spodní křídy (věk alb, zhruba před 110 miliony let) činila podle výzkumů v americké Nevadě průměrná teplota oceánských vod kolem 41 °C v létě a 38 °C v zimě, jednalo se tedy o jedno z nejteplejších období v historii naší planety. V průběhu pozdní křídy (zhruba před 78 miliony let) byly průměrné teploty mnohem vyšší než dnes. I v zeměpisných šířkách odpovídajících současné Skandinávii dosahovaly hodnot v rozmezí 15 až 27 °C, což je o víc než 10 °C více než v geologické současnosti.
V období rané křídy (věk valangin), asi před 135 až 133 miliony let, probíhala vlna menšího vymírání, známého jako Weissertův event (či Weissertova událost). Stále však není jasné, jak výrazné toto vymírání bylo a jaké byly jeho hlavní příčiny. Na území Jižní Ameriky však v té době probíhala extrémně silná výlevná sopečná činnost, která mohla být jedním z nejvýraznějších spouštěčů této události.
V průběhu časového úseku asi 28 milionů let (zhruba před 113 až 85 miliony let) docházelo k enormní produkci a uvolňování metanu. V některých obdobích křídy panovaly možná vůbec nejvyšší průměrné teploty v celé historii naší planety a celý svět se vzdáleně podobal skleníku.
V období hauterivu nastává epizoda výrazného ochlazení, tzv. „cold snap“. V této době se kolem území Iberie (zhruba současná západní Evropa) objevují v zeměpisné šířce 45° ledovcové pokryvy.

## Tektonika
V Evropě rozlišujeme tři fáze alpínského vrásnění. Austrijská fáze proběhla před cenomanem, mediteranní fáze (subhercynská) je stáří spodního senonu a nejvýraznější bavorská fáze (laramická) proběhla ke konci křídy. 

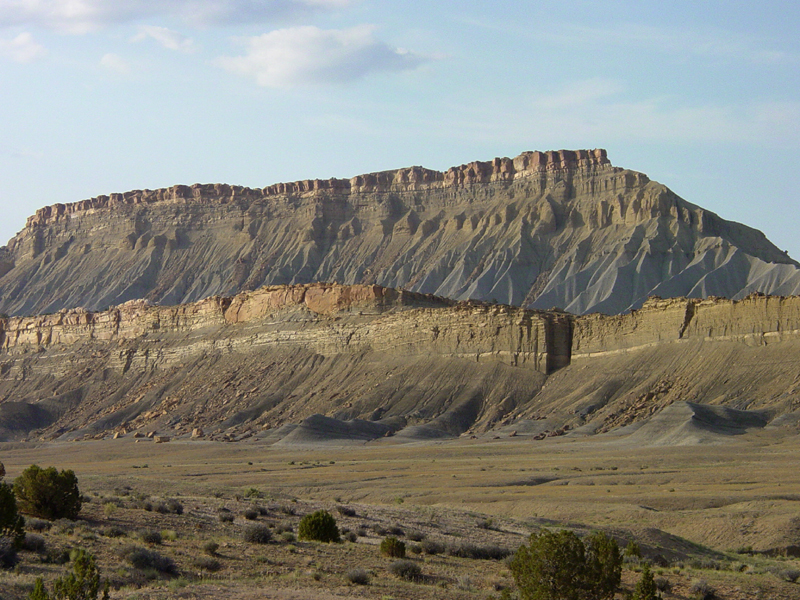
Břidlice formace Mancos shale svrchní křídy USA

 Mediteranní fázi odpovídá v jižní Americe peruánská fáze, počátek výzdvihu And. Laramická fáze (laramijská) na konci křídy se výrazně projevila vznikem pásemných pohoří na Novém Zélandu, pohoří Rocky Mountains v severní Americe a pokračujícím výzdvihem pacifických zvrásněných pásem. Na molasu R. Mountains jsou vázána mocná ložiska uhlí. 
Na konci křídy a počátku paleocénu se v oblasti dnešní Indie vylily mohutné lávové lavice zvané dekánské trapy, dnes tvoří základ Dekánské plošiny, další projevy vulkanismu jsou známy z Jižní Ameriky, Antarktidy a Severní Ameriky.

## Život vkřídě
V období křídy vyhlížel přírodní svět již poměrně „moderně“ (existovaly kvetoucí krytosemenné rostliny, „moderní“ typy hmyzu a předkové mnoha dnešních skupin obratlovců). Právě v období pozdní křídy pravděpodobně dochází k tzv. terestrické revoluci krytosemenných rostlin, kdy se pozemské pevninské ekosystémy stávají z hlediska biodiverzity extrémně bohatými. Vládnoucími tvory však byli stále velcí plazi, a to ve vodě i na souši. Také dny ještě nebyly stejně dlouhé jako dnes, trvaly přibližně o půl hodiny méně a rok měl před 70 miliony let stále 372 dnů (protože se Země otáčela o trochu rychleji kolem své osy).

### Fauna

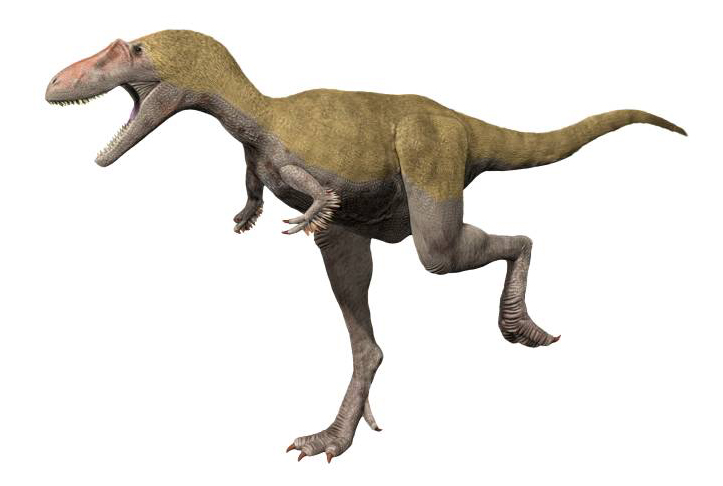
Tyranosauridní teropod rodu Albertosaurus.

Se vzrůstající rozlohou moří nastává rozvoj planktonických forem foraminifer. Rod Thalmaninella charakterizuje alb a cenoman, Rotalipora cenoman a turon, Globotrunkana senon. Velké bentické formy jsou zastoupeny např. rodem Orbitolina (apt – cenoman) a Orbitoididae (senon). V teplých mořích jsou hojné i různé druhy mořských hub.
Další stratigraficky významnými zkamenělinami jsou hlavonožci amoniti. Ve valanginu Neocomites, albu Hoplites, cenomanu Acanthoceras či Parapachydiscus s obrovitými až 2 metrovými schránkami ze svrchní křídy. Četné rody mají rozvinutou až přímou schránku (Crioceras, Scaphites, Baculites, Turrilites). Z dalších měkkýšů jsou pouze na křídu vázaní rudisté, žijící sesilně na dně mělkých moří, dále jsou zastoupeny ústřice (Exogyra). Nejcharakterističtější mlži patří rodu Inoceramus se schránkami vejčitého tvaru, které dosahují až 0,5 metru. Většího významu nabývají ježovky (Micraster, Toxaster) a hvězdice. Na stavbě riftových útesů se vedle šestičetných korálů podílely i mechovky.

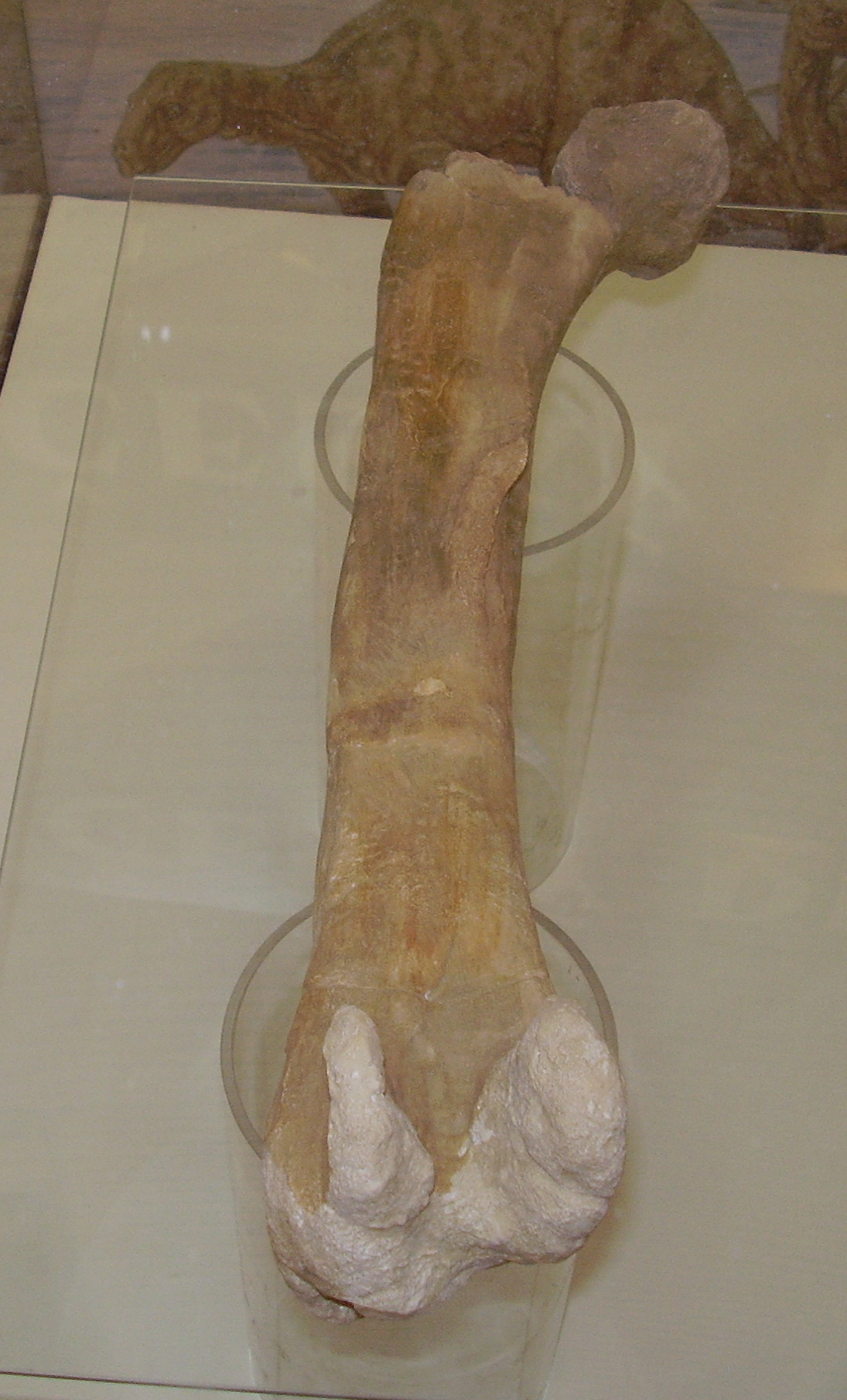
Z období křídy pochází také zkamenělina českého ornitopodního dinosaura od Mezholez (popsaného roku 2017 pod jménem Burianosaurus augustai).

Mezi členovci jsou hojní raci. Na souši žilo množství druhů hmyzu, jehož vzestup souvisel s vývojem krytosemenných rostlin. Hmyz se začal vývojově členit, objevují se například první známí mravenci, vosy a včely. První zástupci této hmyzí skupiny se objevují nejpozději na počátku pozdní křídy, asi před 100 miliony let. To dokazují zejména nálezy v barmském jantaru, staré zhruba 99 milionů let (věk cenoman). Také termiti a motýli se objevují poprvé v křídě.
Z mořských živočichů se hojně vyskytují žraloci, a to včetně prvních moderních typů (je známo 12 ze současných 16 čeledí) a ryby ze skupiny Teleostei. Hojnost ryb pravděpodobně vedla k návratu některých skupin plazů do vody – například obří rody Mosasaurus (délka až 12 metrů) či Tylosaurus. Významnými predátory v mořích byli v období rané křídy (asi do doby před 125 miliony let) také krokodýlovití plazi z kladu Thalattosuchia, jejichž fosilní zuby známe také z území České republiky (okolí Štramberka). V období rané křídy se ještě vyskytovaly obří formy pliosauridů, jako byl například druh Kronosaurus queenslandicus s délkou přes 10 metrů a hmotností kolem 11 tun.
Pokračuje vývoj velkých archosaurních plazů (nadřád Dinosauria). Tento nadřád se dělí na řády Saurischia a Ornithischia. V Evropě je významný hromadný nález 23 koster iguanodonů z roku 1878 v dole u Bernissartu (Belgie). Zvláštní skupinu tvoří rohatí dinosauři s různým počtem rohů vyrůstajících z čelního pancíře (Triceratops, Pentaceratops, Monoclonius, Styracosaurus). Mezi masožravými zástupci (teropody) vynikaly rody Tyrannosaurus, Giganotosaurus či Spinosaurus. Zástupci rodu Ornithomimus a další ornitomimidé velmi rychle běhali a byli podobní dnešním pštrosům. Největší dinosauři, jako byl Argentinosaurus, byli nepochybně nejmohutnějšími suchozemskými tvory všech dob, s hmotností až přes 80 tun a délkou nad 35 metrů. Vzácností jsou nalezená vejce rodu Protoceratops z Mongolska a Maiasaura z USA. Rozpětí křídel létajícího ptakoještěra pteranodona činilo kolem 7 metrů, u rodu Quetzalcoatlus možná až 12 metrů.
V rané křídě se objevují Ophidia (hadi), poslední vývojová skupina plazů šupinatých (Squamata) s nejznámějším zástupcem rodem Palaeophis (předchůdce dnešních hroznýšů a krajt). Málo nálezů patří pravým ptákům – Sinornis (Čína), Hesperornis, Ichthyornis (USA) má již křídlo nesoucí moderní znaky. Početní jsou zástupci „praptáků“ ze skupiny Enantiornithes.
K drobným savcům přibývají zejména hmyzožravci, ve svrchní křídě se již objevují předchůdci skutečných kopytnatců, šelem i primátů. Objevují se také první větší druhy savců, jako je Repenomamus z Číny nebo později žijící Didelphodon z USA. V Argentině žil v období cenomanu podivný specializovaný savec rodu Cronopio. Výzkumy ukazují, že savci byli v období druhohor převážně nočními tvory a první jejich plně denní formy se objevují až po vymírání na konci tohoto období asi před 66 miliony let.

### Flóra
Ve svrchní křídě dochází ke změně charakteru flóry z mezofytika na kenofytikum, které zahrnuje moderní rostliny, zejména krytosemenné včetně listnatých stromů. Jejich nejstarší zástupci jsou známy z nálezů v Portugalsku a USA. Ke konci senonu již krytosemenné rostliny tvoří téměř 90 % známé flóry. Někteří zástupci se adaptovali i na drsnější podmínky, uzavírali semena do tvrdých plodů či měli opadavé listy. Ve spodní křídě jsou však zastoupeny převažující nahosemenné rostliny – cykasovité, benetitové, gingovité, jehličnany. Vzácnější jsou kapradiny. Stratigraficky významné jsou kokolity – nanoplanktonní formy mořských řas. Zánik původní flóry je způsoben zřejmě rozsáhlými mořskými záplavami. Na nových pevninách se již nestačila rozvíjet tak rychle jako krytosemenné rostliny. Mezi jejich zástupce ve svrchní křídě patří myrtovité, magnolie, sasafrasy, liliovníky, duby, buky, vrby a břízy. Svrchní křída je současně obdobím posledních nálezů cykasů na území České republiky.
Na souši se již rostliny mění k modernímu rázu, přestože dnes četné traviny (Poaceae) jsou ještě vzácné a málo rozšířené. Krytosemenné rostliny se naopak začínají výrazně šířit a díky hmyzím opylovačům se stávají převládající skupinou. Vývoj včel pak souvisel se stále četnějšími (kvetoucími) rostlinami (kde včely působily jako opylovači). Nahosemenné rostliny jsou však stále velmi hojné, stejně jako dnes. V křídě se objevují četné moderní typy stromů, jako platany, vavříny, šácholany a další.

### Vymírání na konci křídy
Vymírání na konci křídy (též známé jako událost K/T, kde K znamená křída a T třetihory, nově však spíše K-Pg událost) je velké masové vymírání, které se odehrálo na přelomu druhohor (konec křídy, tedy před 66 miliony lety) a kenozoika a vyhynulo při něm mnoho rostlinných i živočišných druhů během relativně krátkého časového úseku. Z této doby pochází vrstva sedimentů, nalezená na různých místech světa a známá jako K-Pg (dříve K/T) rozhraní, iridiová vrstva nebo případně K-Pg boundary. Je známo jako vymírání, v jehož průběhu zřejmě vymřeli všichni zbylí neptačí dinosauři, a ačkoliv malý počet dinosauřích fosílií byl nalezen i po K-Pg rozhraní, obvykle se tyto fosílie vysvětlují erozí křídových sedimentů a jejich přemístěním do mladších vrstev. Ukazuje se také, že dinosauři nevymírali dlouho před koncem křídy (jak bylo dříve některými badateli postulováno), ale žili v poměrně značných počtech, geografickém rozšíření a druhové rozmanitosti až do samotné katastrofy K-Pg. Mimo dinosaury však zcela vyhynuli i mořští plazi mosasauři, plesiosauři, létající ptakoještěři, mnozí bezobratlí i některé typy rostlin. Savci a ptáci s výraznými druhovými ztrátami přežili a v následujícím období se tyto skupiny prudce rozrůzňovaly za vzniku zcela nových vývojových linií.

## Křída Českého masívu
Jako sporný se jeví výskyt spodní křídy v Moravském krasu – rudické vrstvy, zastoupené jíly, písky a štěrky, které vyplňují prohloubeniny ve vápencích devonu. Ve svrchní křídě Českého masívu převažují mělkovodní sedimenty mořského původu, vzniklé při rozsáhlé cenomanské transgresi, kdy nejprve proniklo moře z oblasti Tethydy a později od severozápadu ze Saska.

### Česká křídová pánev (tabule)
- perucko-korycanské souvrství – zastoupeny jsou sedimenty kontinentální, brakické až mořské stáří alb? – cenoman
  - perucké vrstvy – mocnost do 60 m, sladkovodní říční, jezerní, lagunární pískovce a aleuropelity, v nejvyšší části slojky hnědého uhlí (Moravská Třebová), uranonosné vrstvy (Stráž pod Ralskem), jílovce těženy pro keramické účely (Měcholupy, Peruc)
  - korycanské vrstvy – již mořský vývoj – kaolinické pískovce, slepence, vápnité jíly, jílovité pískovce, těžen pískovec u Hořic pro sochařské účely a jako stavební materiál, glaukonitové písky u Blanska pro využití ve slévárenství, ložiska uranu v okolí Stráže pod Ralskem
- bělohorské souvrství – 30–130 m, spodní turon, slínovce se spongility = opuka, pískovce (kaňon Labe u Děčína)
- Jizerské souvrství – 15–400 m, střední turon, mělkovodní sedimenty, střídání slínovců, slínitých pískovců a pískovců (skalní město u Hřenska)
- teplické souvrství – 30–110 m, svrchní turon – spodní koniak, díky regresi moře mezi spodním a středním turonem začíná často transgresívním horizontem s prachovci, které obsahují fosfátové konkrece či glaukonit, následují vápnité jílovce, jílovité vápence, slínovce
- rohatecké vrstvy – mělkovodní vápnité jílovce až slínovce, zvané „zvonivé inoceramové opuky“
- březenské souvrství – do 250 m, střední-svrchní koniak, v severní a východní části dochází k ústupu moře, sedimentují flyšoidní a písčité uloženiny (Prachovské skály, Hruboskalsko, okolí Mnichova Hradiště), ve střední a západní části se ukládají vápnité jílovce až slínovce
- merboltické souvrství – do 150 m mocnosti, stáří santon, již typicky regresivní vrstvy zachované jako relikt v okolí Děčína – kaolinické pískovce, prachovce, jílovce
Vrstvy odpovídající české křídové pánvi jsou zastoupeny v polické pánvi (do 500 m, jizerské vrstvy – Adršpašsko-teplické skály) a králickém příkopu – pískovce (korycanské v.) o mocnosti několika metrů, převažující slínovce turonu s lavicemi pískovců

### Českobudějovická a třeboňská pánev
Výplň dosahuje maxima v třeboňské pánvi okolo 450 metrů
- klikovské s. – říční, jezerní sedimenty, střední–svrchní santon, kaolinické pískovce, jílovce tvořící dva oddíly – spodní (tmavé) se zbytky rostlinné drtě, svrchní (světlé) bez rostlinných zbytků, těženy jako žáruvzdorné jíly (Klikov, Zliv)

### Svrchní křída u Osoblahy
Jižně a jihovýchodně od Osoblahy se nacházejí výchozy cenomanských písků, pískovců a jílů o mocnosti do 44 metrů, ve vrtu u Slezských Pavlovic byla zachycena 250 metrů mocná poloha prachovců a jílovců turonu. Výskyt pravděpodobně pokračuje do Polska k Opoli